# Atelier 801
Atelier 801 é uma empresa francesa de desenvolvimento de videogames independente fundada por Jean-Baptiste Le Marchand (Tigrounette) e Mélanie Christin (Melibellule). Eles são mais conhecidos por desenvolver o Transformice, que em 2020 tinha 105 milhões de contas criadas.

## História
Transformice foi o segundo jogo que Le Marchand desenvolveu, após o descontinuado Extinction.fr, uma plataforma que continha 3 jogos: Aaaah!, Bouboum, e Forteresse.
O Transformice foi um projeto paralelo de Mélanie  Christin, designer, e Jean-Baptiste Le Marchand, desenvolvedor. Eles postaram o Transformice em um fórum online em 2010. O jogo se espalhou rapidamente de boca em boca e, impressionados com o sucesso inesperado do jogo, eles passaram as noites e os fins de semana para lidar com o grande fluxo de jogadores.
Em 2011, eles deixaram seus empregos na Ankama para iniciar o Atelier 801, permitindo que eles finalmente atendessem à demanda dos jogadores trabalhando em tempo integral no jogo e agora empregando dez pessoas extras. O Atelier 801 esteve alojado numa das incubadoras de empresas da rede norte de La Ruche, em Tourcoing, até janeiro de 2013, altura em que se mudou para Lille. Entre agosto de 2012 e agosto de 2013, o Atelier 801 registrou vendas de 1,2 milhão de dólares.
Receberam, em 2013, o prémio “Empreendedor do Ano” pela zona Nord local.
O Atelier 801 reviveu dois jogos de Le Marchand com Bouboum em 2013 e Fortoresse alguns meses depois.
O ano de 2014 provou ser movimentado quando eles lançaram Nekodancer, um jogo musical multijogador massivo, e então seu primeiro jogo para celular para iOS e Android chamado Run for Cheese, o primeiro ambientado no universo Transformice, em outubro de 2014.
Em 2015, eles coproduziram Transformice: The Cartoon Series, uma série animada ambientada no universo Transformice, em parceria com a Cross River Productions e a Believe Digital. Eles também começaram a trabalhar em Dead Maze, um MMO de sobrevivência ambientado em um mundo contemporâneo, repleto de zumbis e possibilidades de criação. Foi lançado no Steam em 13 de fevereiro de 2018.
Em maio de 2019, o Atelier 801 lançou uma campanha Kickstarter para o Transformice Adventures, outro jogo ambientado no universo Transformice. A campanha foi cancelada duas semanas depois, embora o jogo ainda esteja em desenvolvimento. Oito funcionários foram demitidos. Em julho de 2019, Antarès foi lançado.
Em 2021, o jogo de plataforma multijogador Tomb Rumble foi lançado no Steam.
Em 2022, Mélanie Christin deixou o Atelier 801 para cuidar da saúde e ir em busca de novos projetos.

## Jogos
Todos os jogos estão disponíveis para Windows, macOS e Linux, exceto Run for Cheese (apenas iOS e Android).
| Ano  | Título                  | Notas                    |
| ---- | ----------------------- | ------------------------ |
| 2010 | Transformice            | Lançado na Steam em 2015 |
| 2013 | Bouboum                 | Lançado na Steam em 2020 |
| 2014 | Fortoresse              | Lançado na Steam em 2020 |
| 2014 | Nekodancer              |                          |
| 2014 | Run for Cheese          |                          |
| 2015 | Celousco                | Cancelado                |
| 2018 | Dead Maze               |                          |
| 2019 | Antarès                 |                          |
| 2021 | Tomb Rumble             |                          |
| TBA  | Transformice Adventures | Em desenvolvimento       |